# Ilampillai
Ilampillai is een panchayatdorp in het district Salem van de Indiase staat Tamil Nadu. 

## Demografie
Volgens de Indiase volkstelling van 2001 wonen er 10.629 mensen in Ilampillai, waarvan 51% mannelijk en 49% vrouwelijk is. De plaats heeft een alfabetiseringsgraad van 74%. 